# Биелске Крушевице
Биелске Крушевице (на сръбски: Бијелске Крушевице) е село в Черна гора, разположено в община Херцег Нови. Населението му според преброяването през 2011 г. е 33 души, от тях: 14 (42,42 %) сърби, 11 (33,33 %) черногорци, 7 (21,21 %) неизвестни.

## Население
Численост на населението според преброяванията през годините:
- 1948 – 191 души
- 1953 – 195 души
- 1961 – 182 души
- 1971 – 153 души
- 1981 – 75 души
- 1991 – 33 души
- 2003 – 25 души
- 2011 – 33 души